# IC 3864
IC 3864 је спирална галаксија у сазвјежђу Береникина коса која се налази на листи објеката дубоког неба у Индекс каталогу.
Деклинација објекта је + 18° 57' 5" а ректасцензија 12h 54m 12,3s. Привидна величина (магнитуда) објекта IC 3864 износи 15,7 а фотографска магнитуда 16,5. IC 3864 је још познат и под ознакама Reiz 2971.